# Lista de inquilinos na Torre Sul do World Trade Center
A Torre Sul em 2 de Setembro de 2001
A Torre Sul (também conhecida como Torre 2, Edifício 2 ou 2 WTC) foi uma das torres gêmeas originais do primeiro World Trade Center, que existiram em Nova Iorque. A torre foi finalizada e aberta em 1973, tendo 415 metros de altura, sendo distinguível de sua gêmea, a Torre Norte, por ter no lugar da antena, um deck de observação. Tanto a Torre Sul como a Torre Norte tinham andares mecânicos (as divisões cinzas que podem ser vistas externamente), e o compartilhavam o mesmo tipo de paredes. O novo 2 World Trade Center (atualmente em construção) possuirá o mesmo tipo de telhado, sem um deck de obeservação e sem andares mecânicos.
O endereço deste era "2 World Trade Center", com o complexo do WTC tendo seu próprio Código Postal (10048). A Torre Sul foi destruída juntamente com a Torre Norte (1 World Trade Center), como parte dos Ataques de 11 de Setembro de 2001. A Torre Sul foi a segunda a ser atingida às 09:03, e a primeira a entrar em colapso às 09:59. Das 2,977 vítimas mortas nos ataques, 614 estavam sob ou acima da zona de impacto.
Quando o Memorial & Museu Nacional do 11 de Setembro foi inaugurado, a piscina sul está localizada exatamente onde a Torre Sul estava.
A 107ª andar deste edifício tinha uma popular atração turística intitulada de Top of the World Trade Center Observatories. O telhado era uma plataforma de observação acessível ao público, bem como havia um heliporto abandonado no centro.
Nota: O número com os andares em  vermelho  fazem parte da zona de impacto do Voo United Airlines 175, com o acesso/saída aos andares que ficaram presos em  preto .
| Andar # | Companhias | Negócio |
| --- | --- | --- |
| 110 | Observatório aberto | Turismo |
| 109 | Andar mecânico | |
| 108 | Andar mecânico | |
| 107 | Showtime Pictures, Observatório interno com os restaurantes Nathan's Famous Hot Dogs e Sbarro Pizzeria | Negócios, Turismo, Restaurante                                                                                                   |
| 106 | Atlantic Bank of New York | Banco |
| 105 | AON Corporation | Seguro |
| 104 | AON Corporation, Sandler O'Neill and Partners | Seguro, Investimento |
| 103 | AON Corporation | Seguro |
| 102 | AON Corporation | Seguro |
| 101 | AON Corporation | Seguro |
| 100 | AON Corporation | Seguro |
| 99 | AON Corporation | Seguro |
| 98 | AON Corporation | Seguro |
| 97 | Fiduciary Trust Company International | Banco |
| 96 | Fiduciary Trust Company International | Banco |
| 95 | Fiduciary Trust Company International | Banco |
| 94 | Fiduciary Trust Company International | Banco |
| 93 | Regus Business Centers | Facility management |
| 92 | AON Corporation | Seguro |
| 91 | Gibbs and Hill, Raytheon Company, Washington Group International, | Engenharia, Manufatura |
| 90 | Fiduciary Trust Company International | Banco |
| 89 | Keefe, Bruyette & Woods | Investimento |
| 88 | Keefe, Bruyette & Woods | Investimento |
| 87 | Corporation Service Company, New York State Department of Taxation and Finance | Serviços Legais, Governo |
| 86 | New York State Department of Taxation and Finance | Governo |
| 85 | Harris Beach, Keefe, Bruyette & Woods | Advocacia, Investimento |
| 84 | EuroBrokers | Finanças |
| 83 | IQ Financial Systems Chuo Mitsui Trust & Banking | Finanças, Finanças |
| 82 | Fuji Bank | Banco/Finanças |
| 81 | Fuji Bank | Banco/Finanças |
| 80 | Fuji Bank | Banco/Finanças |
| 79 | Fuji Bank | Banco/Finanças |
| 78 | Skylobby, First Commercial Bank, Baseline Financial Services | Banco/Finanças, Finanças |
| 77 | Baseline Financial Services | Finanças |
| 76 | Andar Mecânico | |
| 75 | Andar Mecânico | |
| 74 | Morgan Stanley | Investimento |
| 73 | Morgan Stanley | Investimento |
| 72 | Morgan Stanley | Investimento |
| 71 | Morgan Stanley | Investimento |
| 70 | Morgan Stanley | Investimento |
| 69 | Morgan Stanley | Investimento |
| 68 | Morgan Stanley | Investimento |
| 67 | Morgan Stanley | Investimento |
| 66 | Morgan Stanley | Investimento |
| 65 | Morgan Stanley | Investimento |
| 64 | Morgan Stanley | Investimento |
| 63 | Morgan Stanley | Investimento |
| 62 | Morgan Stanley | Investimento |
| 61 | Morgan Stanley | Investimento |
| 60 | Morgan Stanley | Investimento |
| 59 | Morgan Stanley | Investimento |
| 58 | Bridge Information Systems | Provedor de informações financeiras                                                                                              |
| 57 | Bridge Information Systems | Provedor de informações financeiras                                                                                              |
| 56 | Morgan Stanley | Investimento |
| 55 | Guy Carpenter, Garban Intercapital | Resseguro, Investimento |
| 54 | Guy Carpenter | Resseguro |
| 53 | Guy Carpenter | Resseguro |
| 52 | Guy Carpenter | Resseguro |
| 51 | Guy Carpenter | Resseguro |
| 50 | Guy Carpenter | Resseguro |
| 49 | Guy Carpenter, Seabury & Smith | Resseguro, Seguro |
| 48 | Fireman's Fund Insurance Company, Guy Carpenter | Seguro, Resseguro |
| 47 | Guy Carpenter | Resseguro |
| 46 | Morgan Stanley | Investimento |
| 45 | Morgan Stanley | Investimento |
| 44 | Skylobby, Morgan Stanley | Investimento |
| 43 | Morgan Stanley | Investimento |
| 42 | Andar Mecânico | |
| 41 | Andar Mecânico | |
| 40 | Sitailong International USA, Thacher Proffitt & Wood, LLP | Não disponível, Advocacia |
| 39 | Thacher Proffitt & Wood, LLP | Advocacia |
| 38 | Thacher Proffitt & Wood, LLP | Advocacia |
| 37 | — | — |
| 36 | Frenkel and Company | Seguro |
| 35 | ABN AMRO, Frenkel and Company | Corretor de hipoteca, Seguro |
| 34 | Oppenheimer Funds | Investimento |
| 33 | Oppenheimer Funds | Investimento |
| 32 | Oppenheimer Funds | Investimento |
| 31 | Oppenheimer Funds | Investimento |
| 30 | Hartford Steam Boiler, New York Stock Exchange | Seguro, Finanças |
| 29 | Weatherly Securities Corp., New York Stock Exchange | Investimento, Finanças |
| 28 | Big A Travel Agency, Hua Nan Commercial Bank Ltd., Law Office of Joseph Bellard, New York Stock Exchange | Viagens, Banco/Finanças, Advocacia, Finanças                                                                                     |
| 27 | — | — |
| 26 | Sun Microsystems | Serviços de Computadores |
| 25 | Sun Microsystems | Serviços de Computadores |
| 24 | Allstate Insurance Company, China Chamber of Commerce, December First Productions, Globe Tour and Travel, SCOR U.S. Corporation, Sinolion, TD Waterhouse Group                                                    | Seguro, Organização, Não disponível, Viagens, Seguro, Não disponível, Investimento                                               |
| 23 | SCOR U.S. Corporation, Unistrat Corporation of America | Seguro, Consultor |
| 22 | Antal International, Mancini Duffy, Sinochem American Holdings, Washington Mutual | Agência de empregos, Arquiteto, Investimento, Banco/Finanças                                                                     |
| 21 | Adecco SA, Career Engine, Charoen Pokphand USA, Mancini Duffy | Agência de empregos, Pesquisa, Transporte, Arquiteto                                                                             |
| 20 | Thacher Proffitt & Wood, LLP, New York Shipping Association | Advocacia, Transporte |
| 19 | New York Shipping Association, Waterfront Commission of New York Harbor | Transporte, |
| 18 | Alliance Consulting, Caserta and Company, Chen, Lin, Li, and Jiang, Intera Group, Pines Investment, Professional Assistance and Consulting, Showtime Pictures, Weiland International, Abad, Castilla and Mallonga | Consultor, Não disponível, Investimento, Agência de empregos, Investimento, Consultor, Fotos para Shows, Investimento, Advocacia |
| 17 | New York Institute of Finance | Consultor |
| 16 | National Development and Research Institute | Pesquisa |
| 15 | Candia Shipping, James T. Ratner, Law Office of, John J. McMullen & Associates, John W. Loofbourrow Associates, Mancini Duffy, Orient International                                                               | Atacadista, Advocacia], Engenheiro, Investimento, Arquiteto, Não disponível                                                      |
| 14 | Charna Chemicals, Paging Network of New York, Patinka International, Union Bank of California International | Manufatura, Telecomunicações, Serviços de negócios, Banco/Finanças                                                               |
| 13 | — | — |
| 12 | EuroBrokers, Verizon Communications | Investimento, Telecomunicações                                                                                                   |
| 11 | Verizon Communications | Telecomunicações |
| 10 | Verizon Communications | Telecomunicações |
| 9 | Verizon Communications | Telecomunicações |
| 8 | Andar mecânico | |
| 7 | Andar mecânico | |
| 6 | — | — |
| 5 | — | — |
| 4 | — | — |
| 3 | — | — |
| 2 | — | — |
| 1 | Colortek Kodak Imaging Center | Serviços |
| L | Nichols Foundation | Governo/Escola |
| C | Johnston and Murphy | Não disponível |
| B | Xerox Document Company | Manufatura |
| NA | Continental Insurance Company | Seguro |
| FONTES: CoStar Group Inc.; Skyscrapers, An Architectural Type of Modern Urbanism; compilado a partir de relatórios AP. | | |